# جائزة حارس صهيون
 جائزة حارس صهيون  هي جائزة سنوية أنشأت عام 1997 م لليهود الذين قدموا دعمًا لدولة إسرائيل. تمنح في إنغبورغ رينرت مركز دراسات القدس في جامعة بار إيلان حيث يلقي متسلم الجائزة خطابًا رسميًا.

## الحاصلون علي جائزة حارس صهيون
- 1997: ايلي ويسل
- 1998: هيرمان ووك
- 1999: أي أم روزنتال
- 2000: مارتن جيلبرت
- 2001: سينثيا أوزيك
- 2002: تشارلز كراوثامر
- 2003: روث فايس
- 2004: آرثر كوهن
- 2005: وليام سافاير
- 2006: دانيال بايبس
- 2007: نورمان بودهوريتز
- 2008: ديفيد بئيري ، مردخاي إلياف ، الحاخام يهودا مالي
- 2009: كارولين غليك [1]
- 2010: مالكوم هويلين [2]